# Urkaiser Chinas

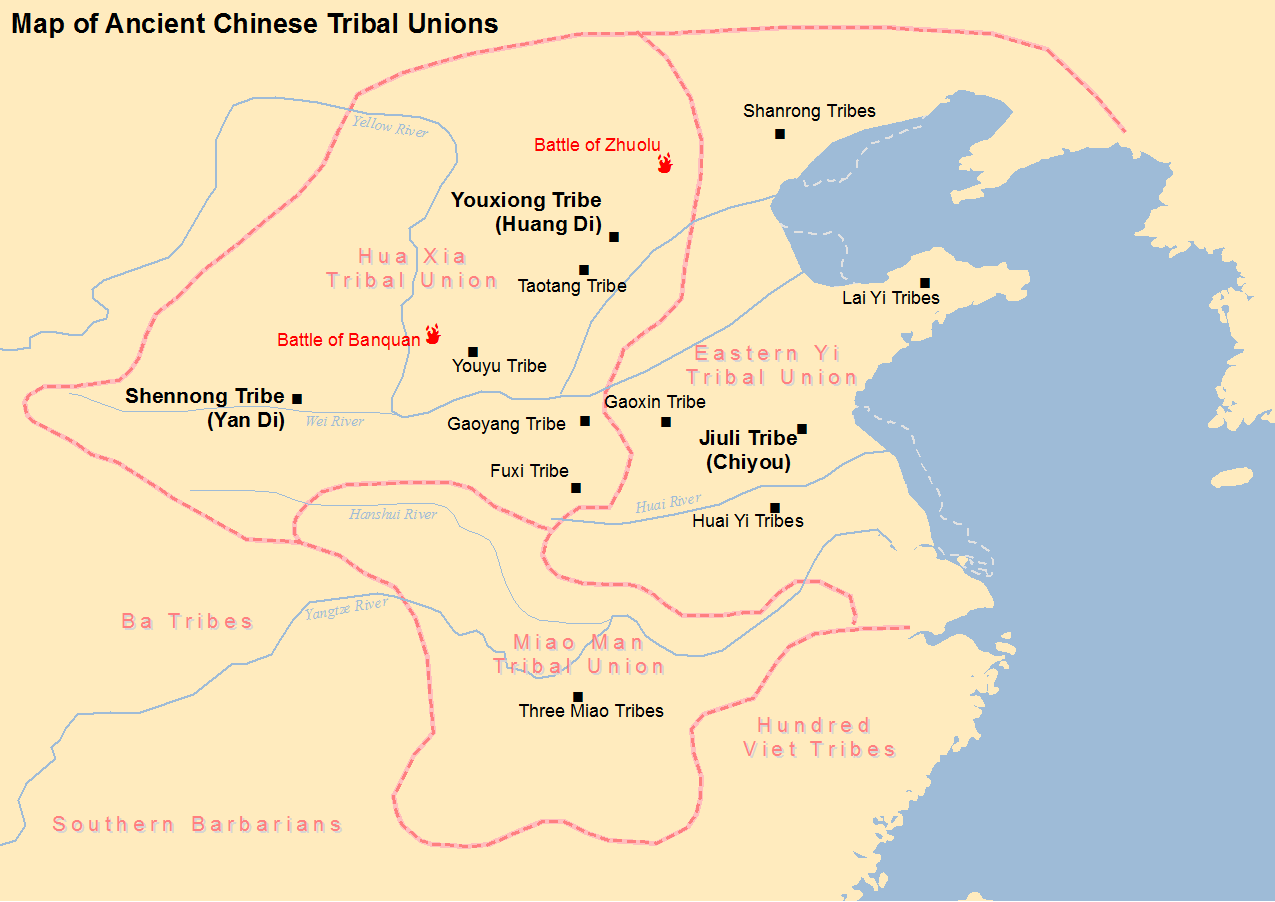
Vorgeschlagene Herrschaftsgebiete der Urkaiser

Die Urkaiser Chinas sind legendäre, historisch nicht nachweisbare Herrscher der chinesischen Mythologie, die als Begründer der chinesischen Kultur gelten. Zu den Urkaisern Chinas gehören die Drei Souveräne (auch: Drei Erhabene) und die Fünf Kaiser. Sie folgen auf den chinesischen Schöpfungsmythos und Pangu, der laut der chinesischen Mythologie das erste Lebewesen auf der Welt war.

## Die Drei Souveräne / Die Drei Erhabenen
Das Shiji von Sīmǎ Qiān (chinesisch 司馬遷 / 司马迁), in der Bearbeitung von Sima Zhen (司馬貞 / 司马贞, ca. 656–720, Shǐjì Suǒ yǐnxù  史記索隱序 / 史记索隐序), berichtet von drei Souveränen (三皇,  Sān Huáng) der Urgeschichte Chinas:
- Himmelssouverän (天皇,  Tiānhuáng), der für 18.000 Jahre herrschte
- Erdsouverän (地皇,  Dìhuáng), der für 11.000 Jahre herrschte
- Menschensouverän (泰皇,  Tàihuáng oder 人皇,  Rénhuáng), der für 45.600 Jahre herrschte

Die Bücher Chūnqiū Yùndǒushū  (春秋運斗樞 / 春秋运斗枢) und Chūnqiū Yuánmìngbāo (春秋元命苞) identifizieren sie als:
- Fuxi: Gott
- Nüwa: Göttin, Fuxis Frau
- Shennong: der menschliche Gott, der die Landwirtschaft erfand und als erster Kräuter als Medizin verwendete

## Die Fünf Kaiser
Als die Fünf Kaiser (五帝,  Wǔ Dì) nennt die chinesische Geschichtsschreibung die mythischen Modell-Herrscher, die das Land vor dem Beginn der Dynastien beherrscht haben sollen. Es sind:
- Gelber Kaiser (2674–2575 v. Chr.)
- Zhanxu (2490–2413 v. Chr.)
- Ku (2412–2343 v. Chr.)
- Yao (2333–2234 v. Chr.)
- Shun (2233–2184 v. Chr.)

Yao und Shun sind auch als die zwei Kaiser bekannt, die mit Yu, dem Begründer der Xia-Dynastie, die vorbildlichen Herrscher und moralischen Vorbilder des Konfuzianismus waren.
Die Vorstellung der Chinesen war, dass die ältesten Kaiser wie im Paradies lebten. Bevor konkretere Regierungszeiten erfunden wurden, dachte man an Regierungszeiten zwischen 18.000 und 11.000 Jahren. Danach sei es immer menschlicher geworden. Und von der Xia-Dynastie über die Shang-Dynastie bis zur Zhou-Dynastie sei alles immer schlechter geworden.
Die Herrschaftszeiten der Urkaiser galten als Goldenes Zeitalter Chinas.

## Unterschiedliche Klassifikationen der Urkaiser
Je nach Überlieferung existieren unterschiedliche Einteilungen der Urkaiser.
| Quelle                                                            | Entstehungsdatum der Quelle                                                                                      | Drei Souveräne | Fünf Kaiser                                                                            |
| ----------------------------------------------------------------- | --- | --- | -------------------------------------------------------------------------------------- |
| Aufzeichnungen des Chronisten von Sima Qian                       | 94 v. Chr. | Himmelssouverän (天皇, Tiānhuáng) oder Fu Xi (伏羲) Erdensouverän (地皇) oder Nüwa (女媧) Menschensouverän (泰皇) or Shennong (神農) | Gelber Kaiser (黃帝) Zhuanxu (顓頊) Ku (嚳) Yao (堯) Shun (舜)                         |
| Diwang shiji (帝王世系)                                           | 3. Jahrhundert n. Chr.                                                                                           | Fu Xi (伏羲) Shennong (神農) Gelber Kaiser (黃帝)                                                                                    | Shaohao (少昊) Zhuanxu (顓頊) Ku (嚳) Yao (堯) Shun (舜)                               |
| Shiben (世本)                                                     | 475–221 v. Chr. (in der Zeit der Streitenden Reiche) laut der Geschichte der Früheren Han-Dynastie (111 v. Chr.) | Fu Xi (伏羲) Shennong (神農) Gelber Kaiser (黃帝)                                                                                    |                                                                                        |
| Baihu Tongyi (白虎通義)                                           | | Fu Xi (伏羲) Shennong (神農) Zhurong (祝融) or Suiren (燧人)                                                                         |                                                                                        |
| Fengsu TongYi (風俗通義)                                          | 195 n. Chr. | Fu Xi (伏羲) Nüwa (女媧) Shennong (神農)                                                                                             |                                                                                        |
| Yiwen leiju (藝文類聚)                                            | 624 n. Chr. | Himmelssouverän (天皇) Erdensouverän (地皇) Menschensouverän (人皇)                                                                  |                                                                                        |
| Tongjian Waiji (通鑑外紀)                                         | | Fu Xi (伏羲) Shennong (神農) Gong Gong (共工)                                                                                        |                                                                                        |
| Chunqiu yundou shu (春秋運斗樞) Chunqiu yuanming bao (春秋元命苞) | | Fu Xi (伏羲) Nüwa (女媧) Shennong (神農)                                                                                             |                                                                                        |
| Shangshu dazhuan (尚書大傳)                                       | | Fu Xi (伏羲) Shennong (神農) Suiren (燧人)                                                                                           |                                                                                        |
| Diwang shiji (帝王世紀)                                           | | Fu Xi (伏羲) Shennong (神農) Gelber Kaiser (黃帝)                                                                                    |                                                                                        |
| Yi Jing (易經)                                                    | 9. Jahrhundert v. Chr.                                                                                           | | Taihao (太昊) Flammen Kaiser (炎帝) Gelber Kaiser (黃帝) Yao (堯) Shun (舜)            |
| Qianfulun (潛夫論)                                                | | | Taihao (太昊) Flammen Kaiser (炎帝) Gelber Kaiser (黃帝) Shaohao (少昊) Zhuanxu (顓頊) |
| Zizhi tongjian waiji (資治通鑒外紀)                               | | | Gelber Kaiser (黃帝) Shaohao (少昊) Zhuanxu (顓頊) Ku (嚳) Yao (堯)                    |

## Galerie

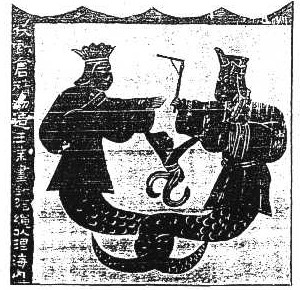
Fuxi und Nüwa
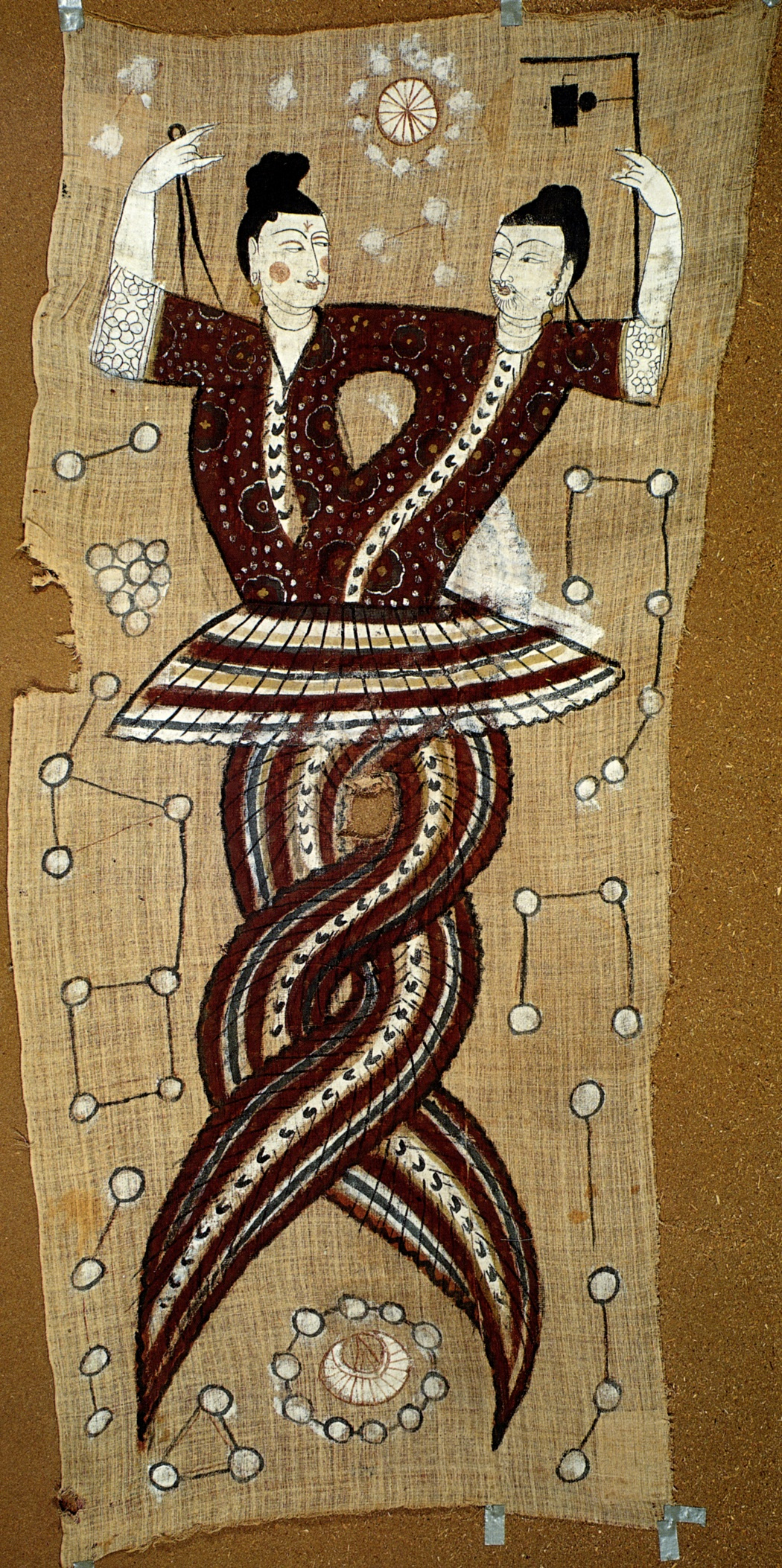
Weitere Darstellung von Fuxi und Nüwa
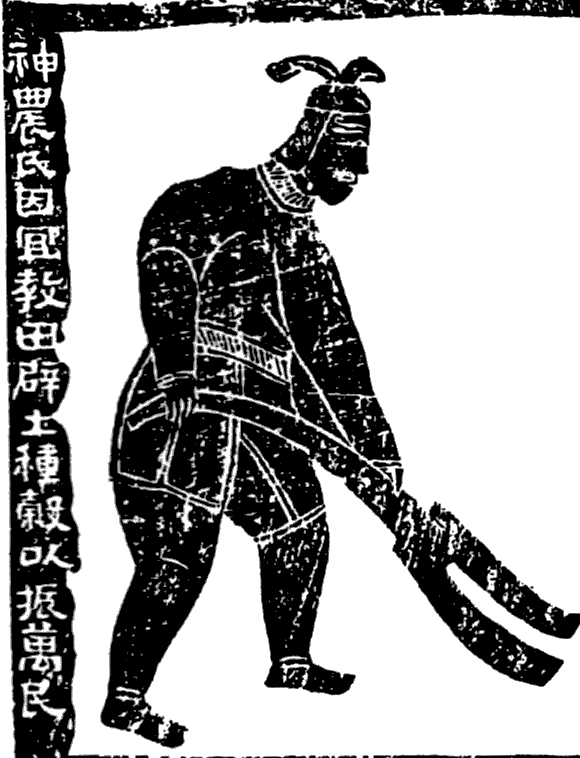
Shennong
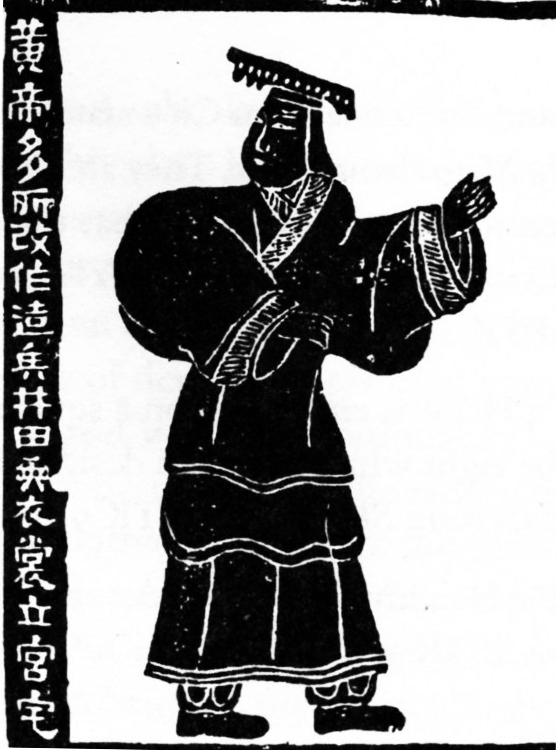
Gelber Kaiser
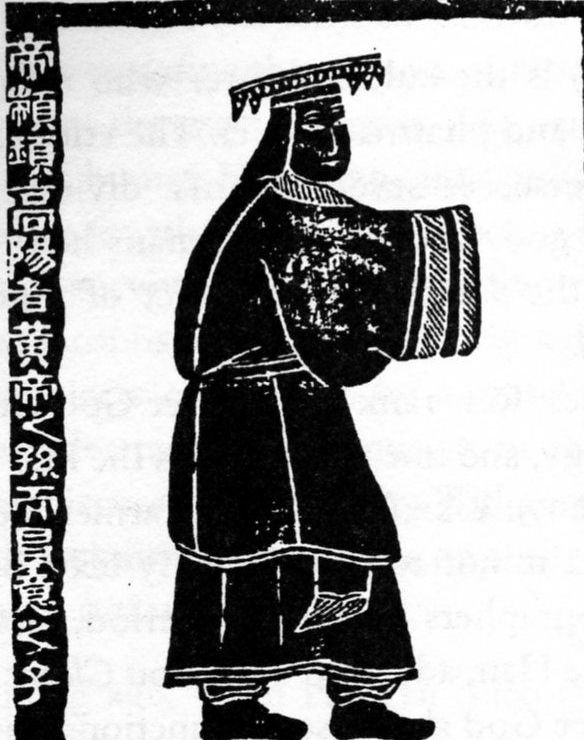
Zhuanxu
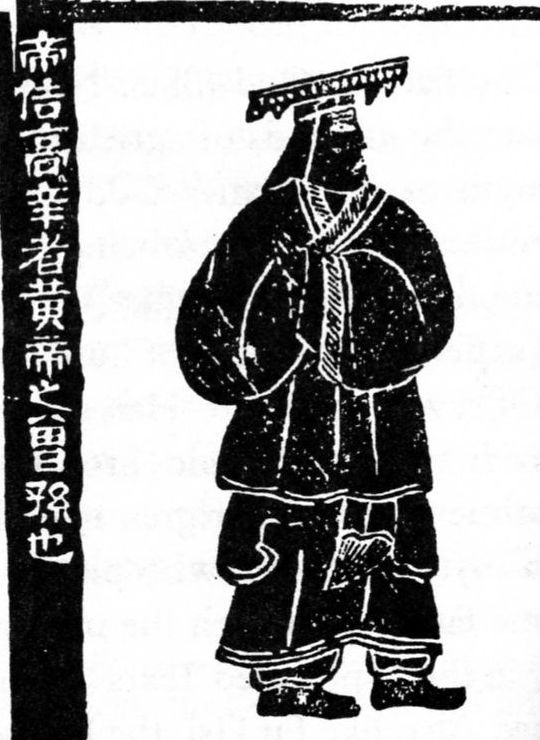
Ku
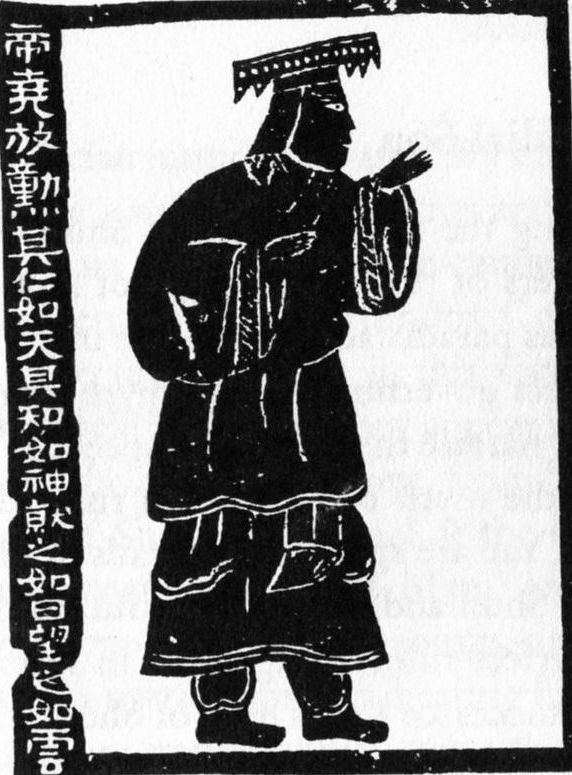
Yao
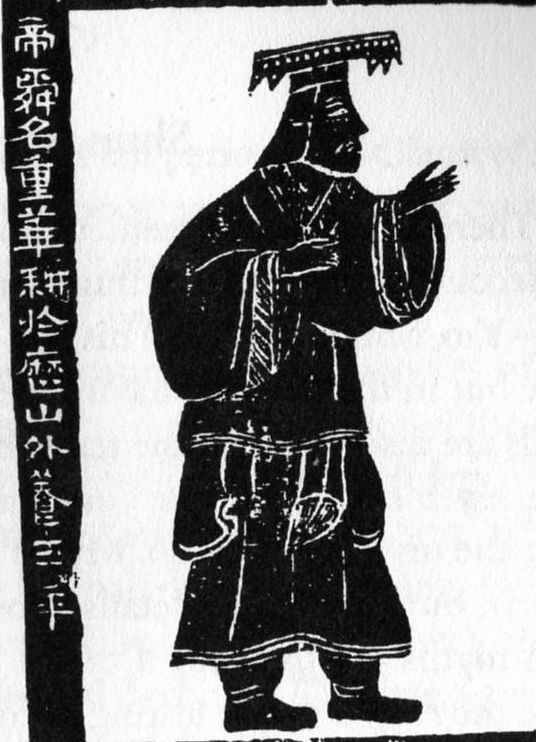
Shun
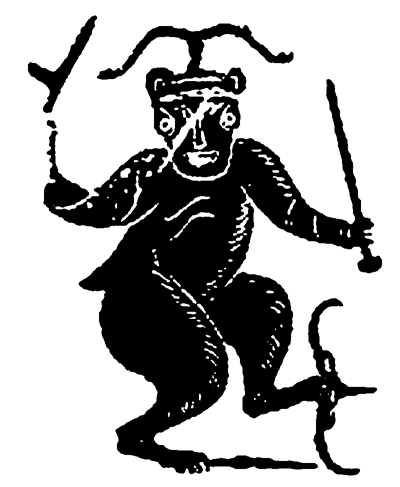
Chi You